# Принц Сейин
Принц Сейин (яп. 盛胤法親王, せいいんほうしんのう; 6 октября 1651 — 21 июля 1680) — восемнадцатый сын Императора Го-Мидзуноо. Второй сын и второй ребенок его жены Ёцуцудзи Цугуко. 183-й и 186-й патриарх секты Тэндай.

## Биография
Родился 6 октября 1651 года. Получил имя Фуса.
В сентябре 1657 году стал младшим братом принца Дзиина и был отдан в монастырь Сандзенйин.
26 августа 1660 года провозглашен Императорским принцем. Принял имя Цунэтада.
1 октября 1660 года принял монашеский постриг под именем Сейин.
В апреле 1663 года по-жизненно получил буддистский титул ачарья — «наставник-образец».
В мае 1663 года прошел обряд омовения головы абгисека.
26 мая 1673 году выбран 183-м патриархом секты Тэндай.
В декабре 1673 года награжден 2-м рангом Императорских принцев.
В августе 1677 года избран 186-м патриархом секты Тэндай.
Умер 21 июля 1680 года. Похоронен 23 июля того же года на кладбище монастыря Сандзенйин в Киото.